# San Severino (Centola)
Koordinaten: 40° 5′ N, 15° 21′ O

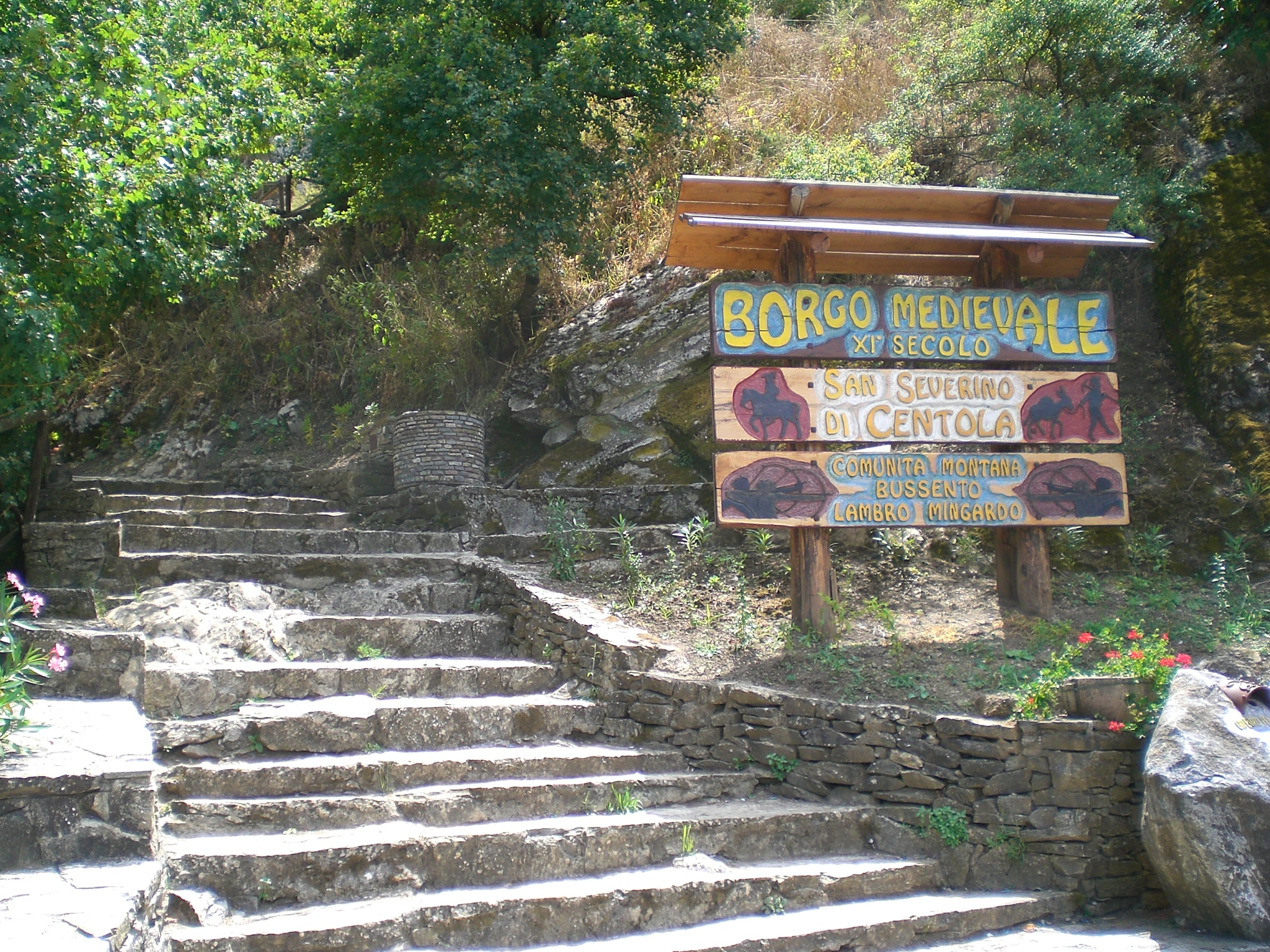
Aufgang zur historischen Burg

San Severino ist ein italienischer Ort im Cilento mit etwa 400 Einwohnern. Er ist ein Ortsteil der Gemeinde Centola in der Provinz Salerno (Kampanien). Seit 1991 ist der Ort Bestandteil des Nationalpark Cilento und Vallo di Diano.

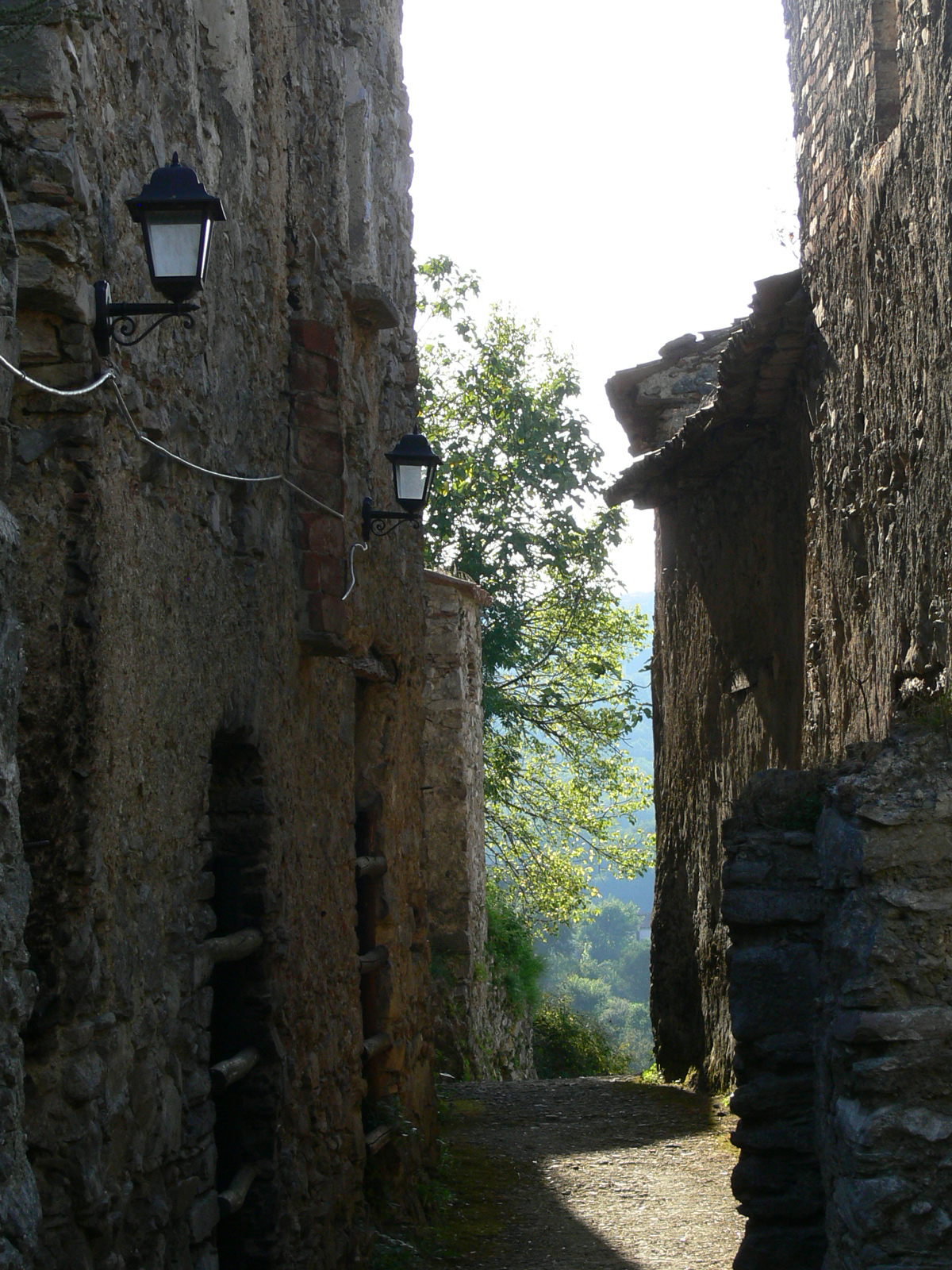
Zwischen den Häusern
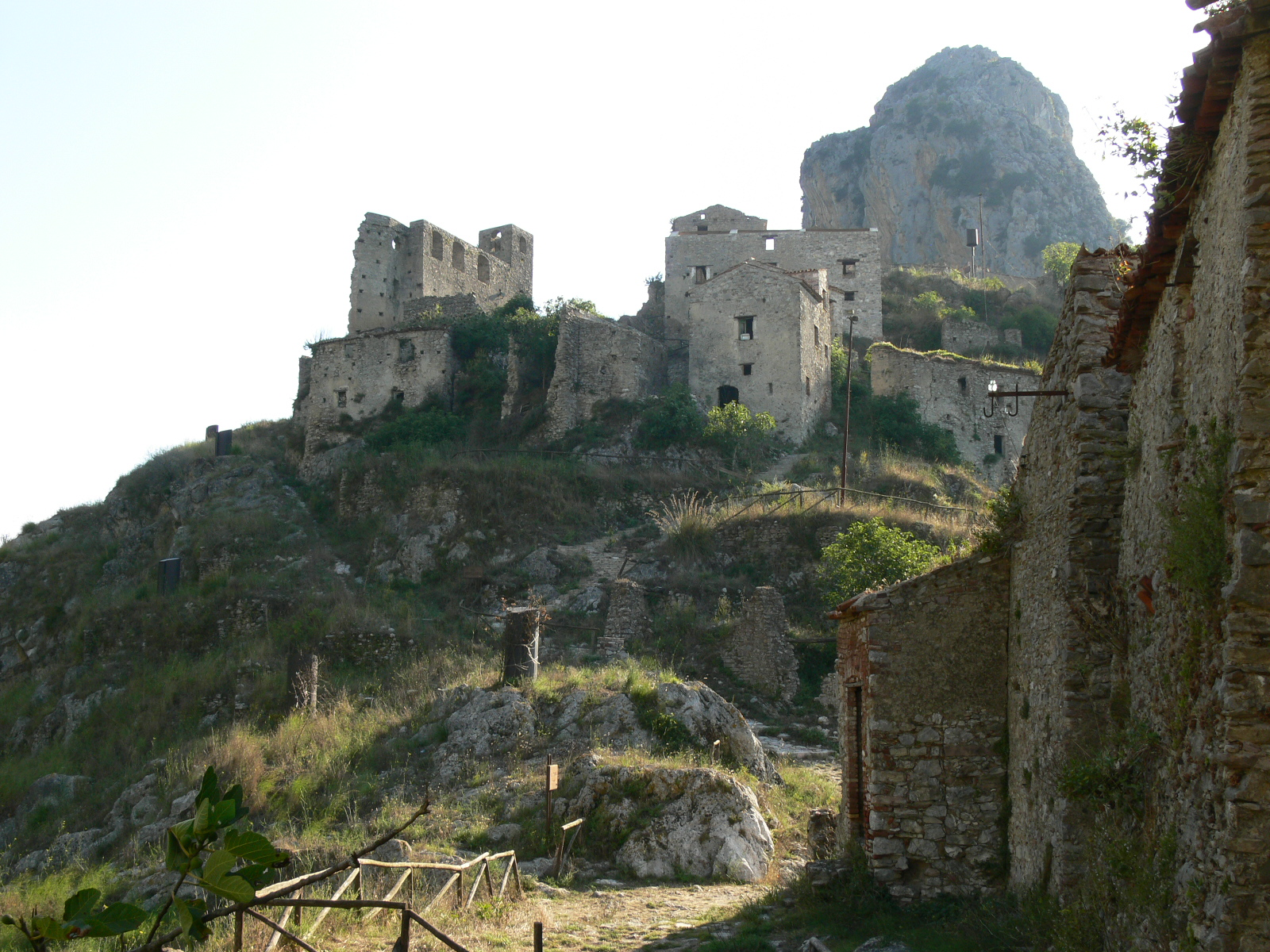
Ansicht von der Burg aus

Der Ort liegt auf 130 m s.l.m., die Postleitzahl ist 84051 und die Vorwahl ist (+39) 0974.

## Geschichte

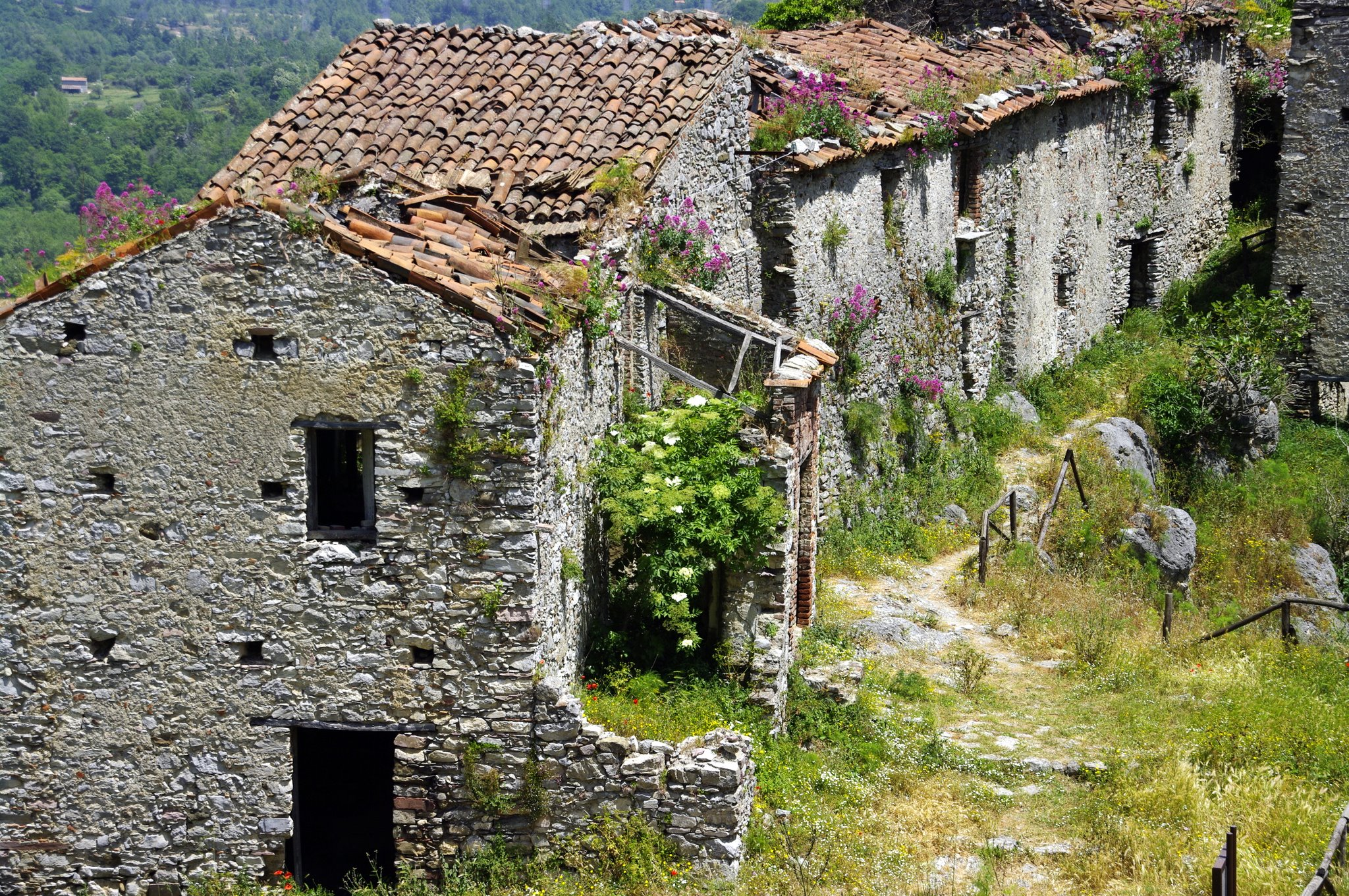
Blick auf das verlassene mittelalterliche Dorf

San Severino gründet sich auf eine Burg, deren älteste Teile in das 9. Jahrhundert zurückdatiert werden können. Im Verlaufe der Jahrhunderte galt die Burg und die nach und nach auf dem gegenüberliegenden Felsen entstehende Ortschaft als ein wichtiger militärischer Posten in der Landesverteidigung.
Die Burg verlor später ihre Bedeutung, da sich die Herrschaft der Spanier über ganz Süd-Italien ausdehnte. Im Laufe der Zeit verfiel die Burg auf dem Felsen zusehends. Die Bewohner verließen ihre alten Häuser jedoch erst zur Mitte des 20. Jahrhunderts und bauten den Ort etwas weiter unten im Tal in der noch heute existierenden Form wieder neu auf.

## Geografie
San Severino ist ein Ortsteil von Centola und liegt am Ufer des Flusses Mingardo.